# Лапі
Лапі (ест. Lapi), також Пиина (ест. Põõna) — село в Естонії, входить до складу волості Виру, повіту Вирумаа.